# Собор Святого Иакова (Иерусалим)
Кафедральный Собор Святого Иакова — кафедральный собор армянской церкви в Иерусалиме (Армянский патриархат Иерусалима) в армянском квартале Старого города. Храм построен в XII веке и посвящён апостолу Иакову.

## История
По традиции считается, что Иаков был казнён на этом месте. Сперва здесь находилась византийская церковь, а с XII века — церковь крестоносцев. Современный ансамбль собора включает строения XII—XVIII веков, в течение которых здание было существенно перестроено.
Помимо проведения богослужений собор со стенами метровой толщины неоднократно использовался членами армянской общины в качестве убежища. Последний раз это было в 1948 году во время миномётного обстрела города, когда здесь укрылись более 1000 жителей армянского квартала.

## Архитектура
Церковь ориентирована в традиционном западно-восточном направлении. С западной стороны в здание ведёт богато орнаментированная деревянная дверь XVIII века. Здесь же находятся могилы Гурега Исраэляна, 94-го армянского патриарха Иерусалима, и Авраама, современника Саладина.
К потолку здания подвешено огромное количество светильников. Эти масляные лампы, наряду со свечами, являются единственными источниками света в здании.
С левой стороны от входа расположены три небольших часовни. В первой находится могила Макария, епископа Иерусалима (IV век), третья же построена на месте гибели и захоронения апостола Иакова.
В самом здании находятся три алтаря, из которых центральный посвящён Святому Иакову, правый – Иоанну Крестителя, а левый – Деве Марии. Неподалёку от алтаря находятся два кресла-трона – более скромное для Патриарха, а более богатое, украшенное балдахином, как бы является троном для самого Иакова.

## Галерея

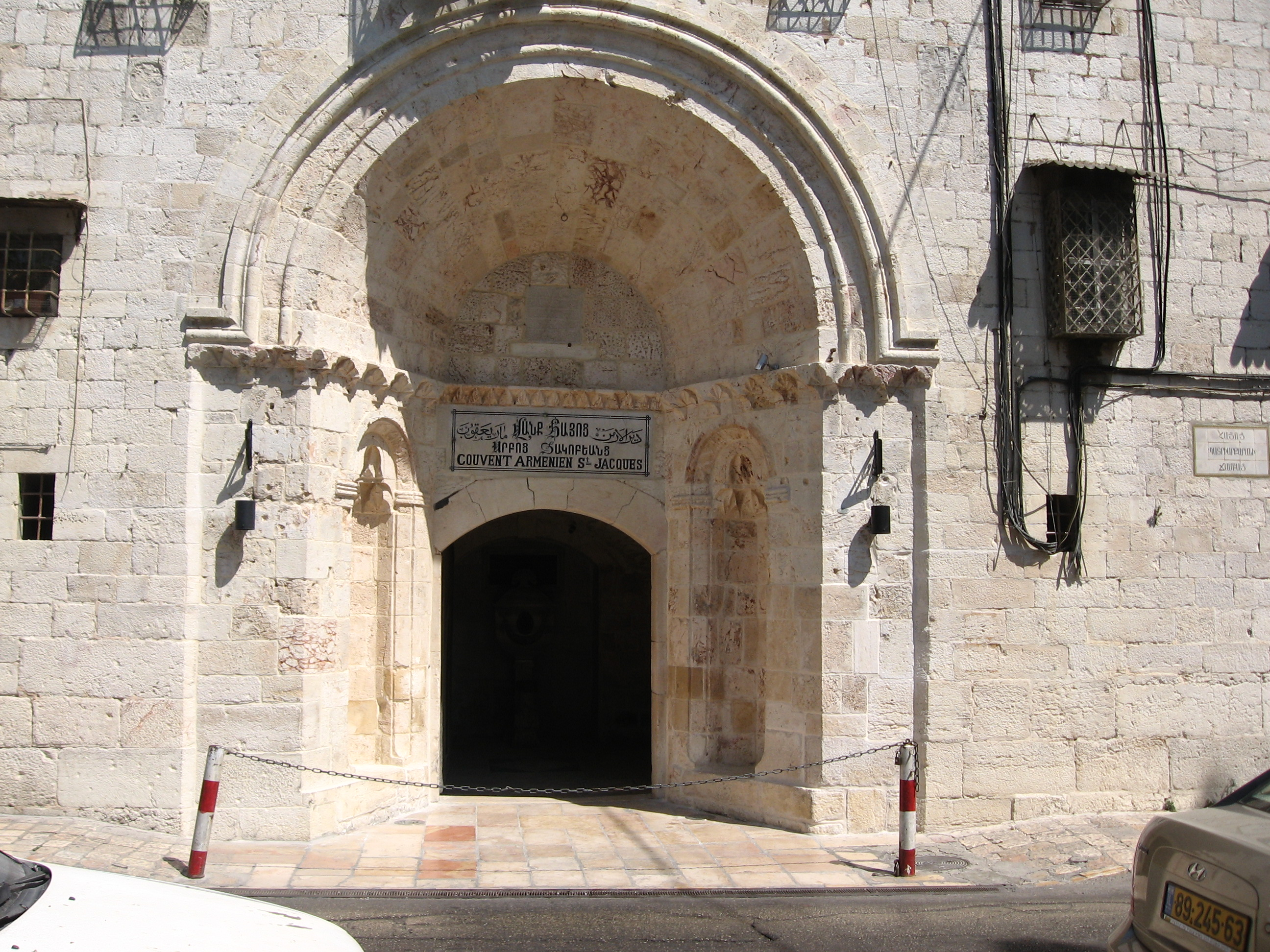
Въездные ворота в армянский квартал
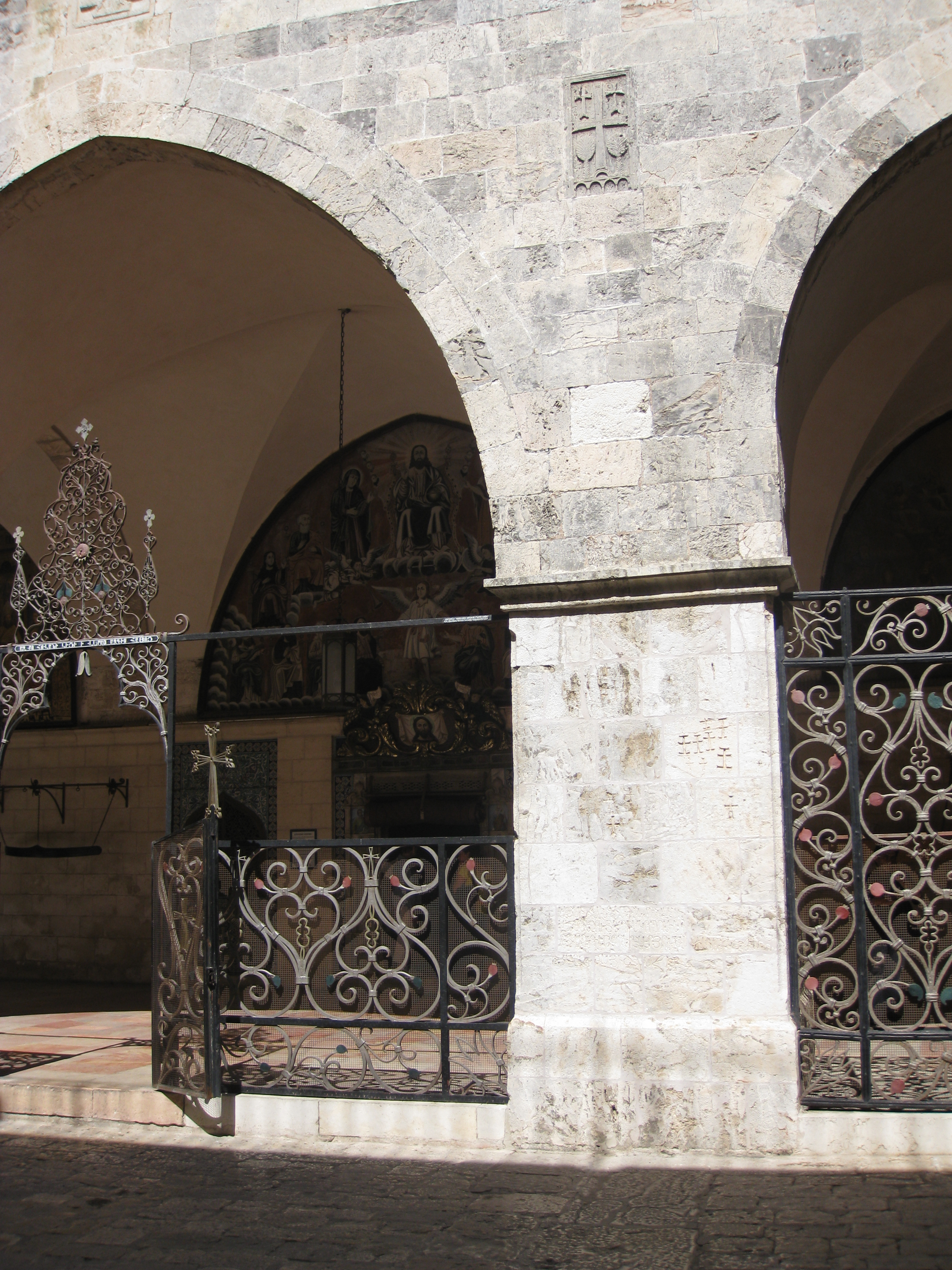
Вход в Собор
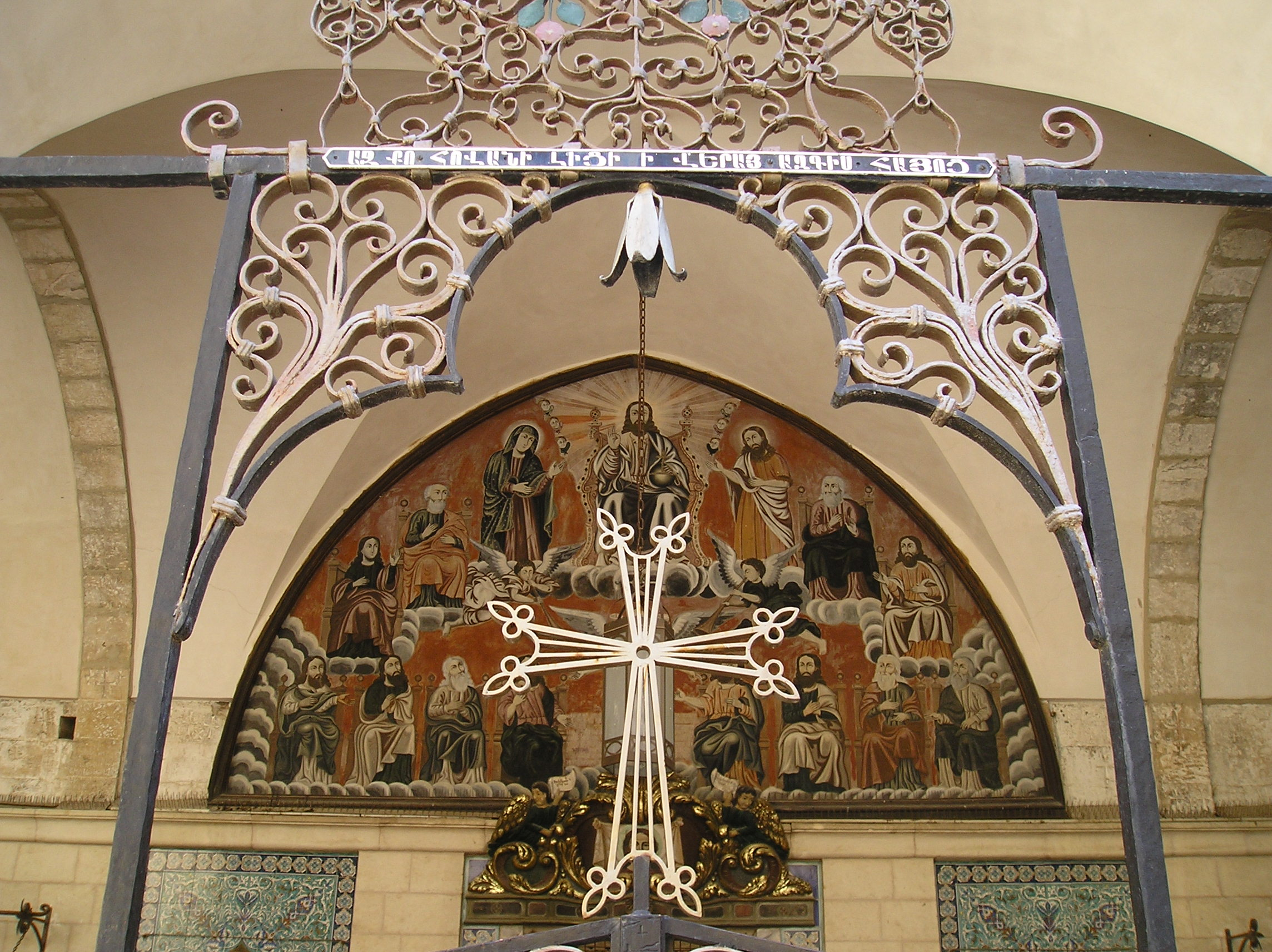
Крупным планом металлоконструкции на входе
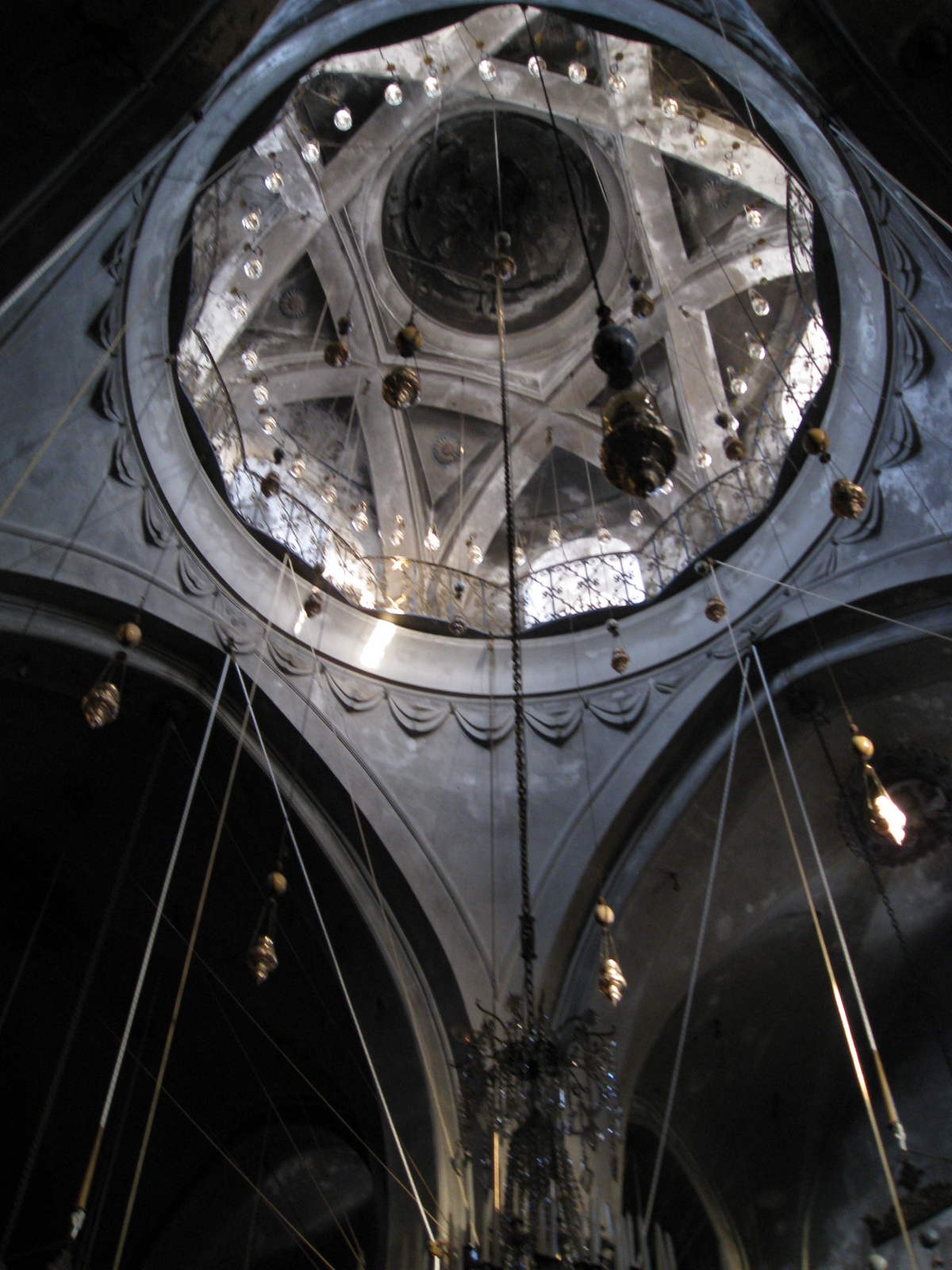
Арки и купол изнутри
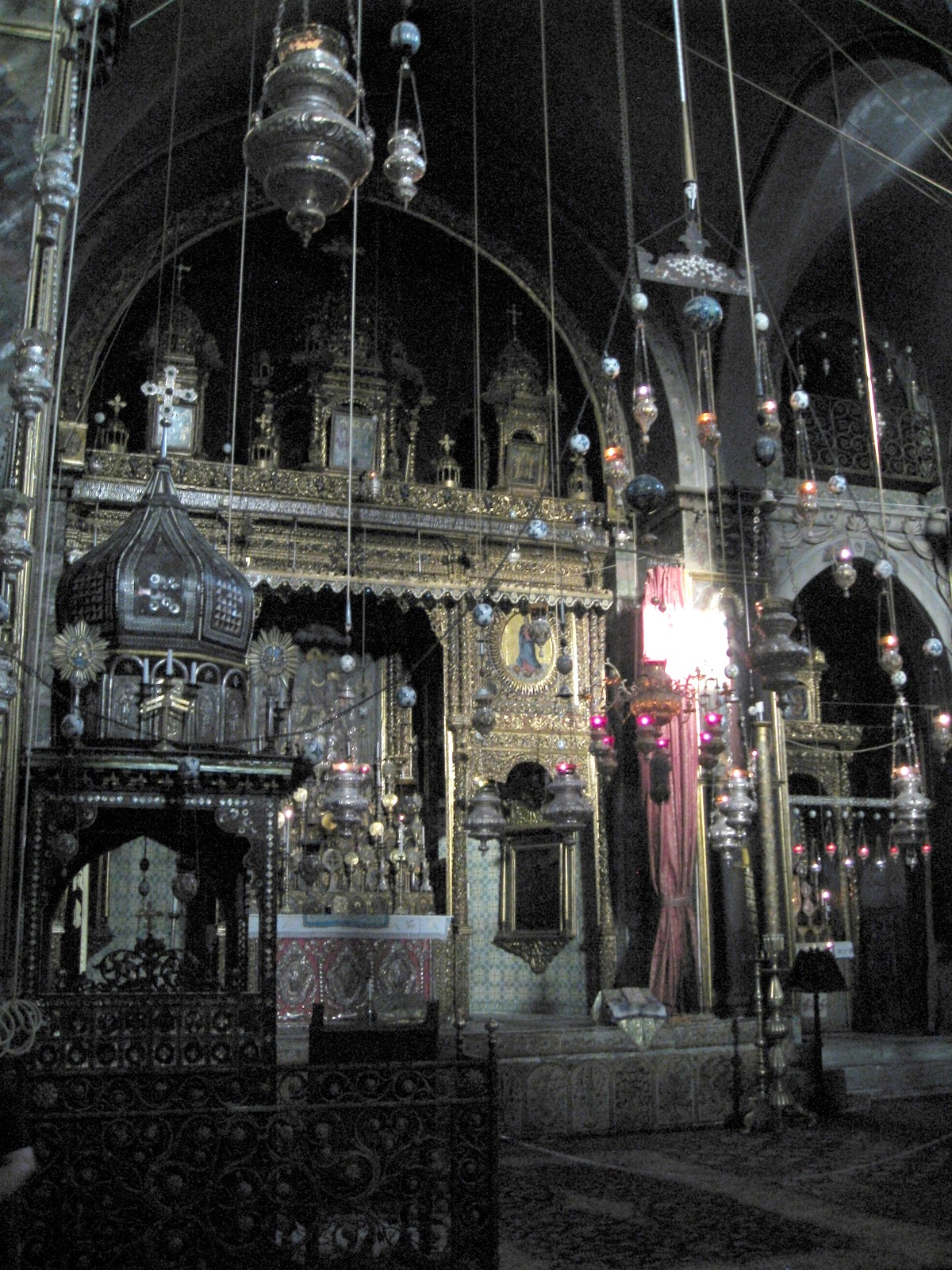
Другой вид на интерьер
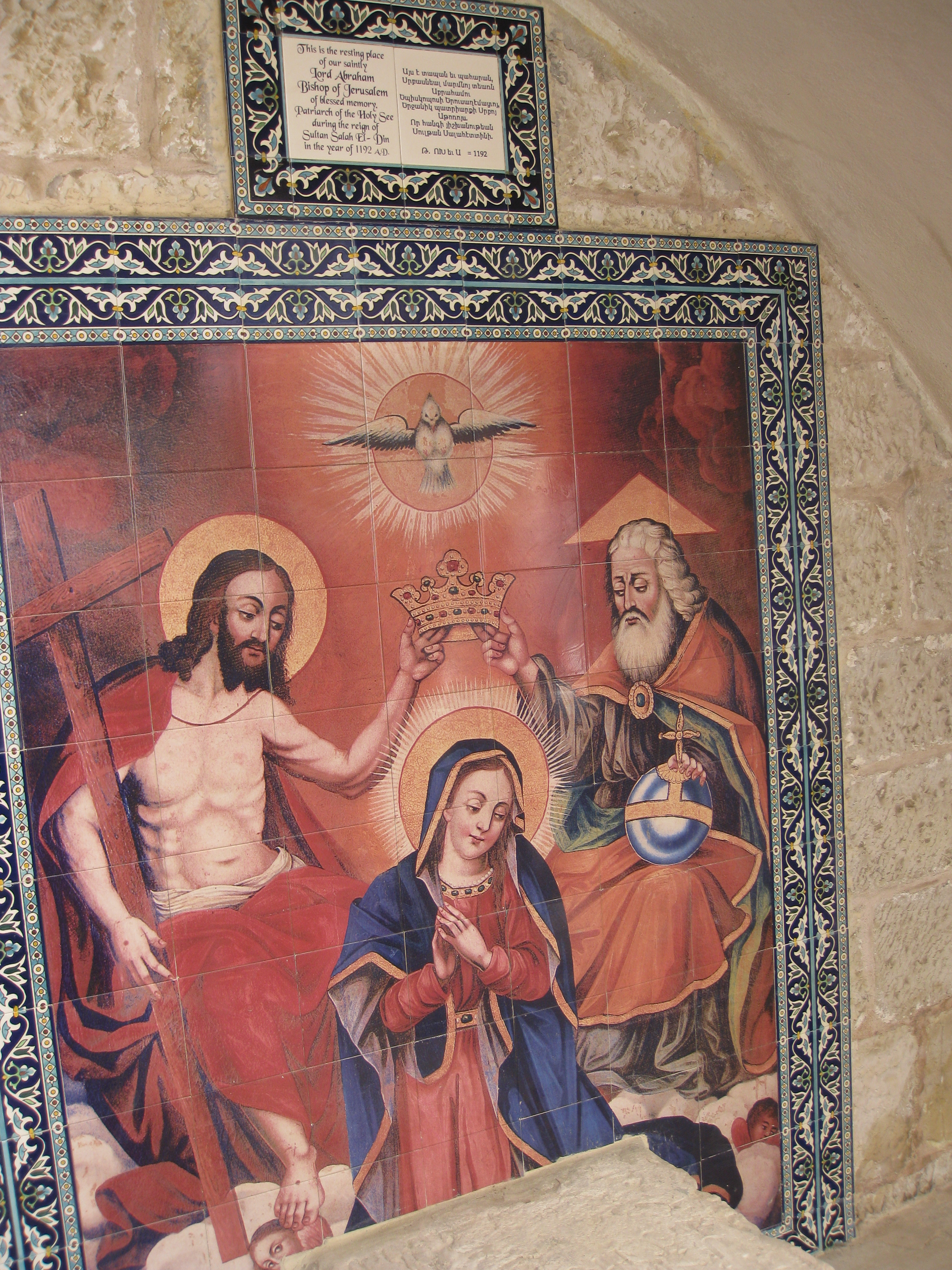
Эпитафия и фреска на могиле патриарха Авраама, начиная с 1192 года
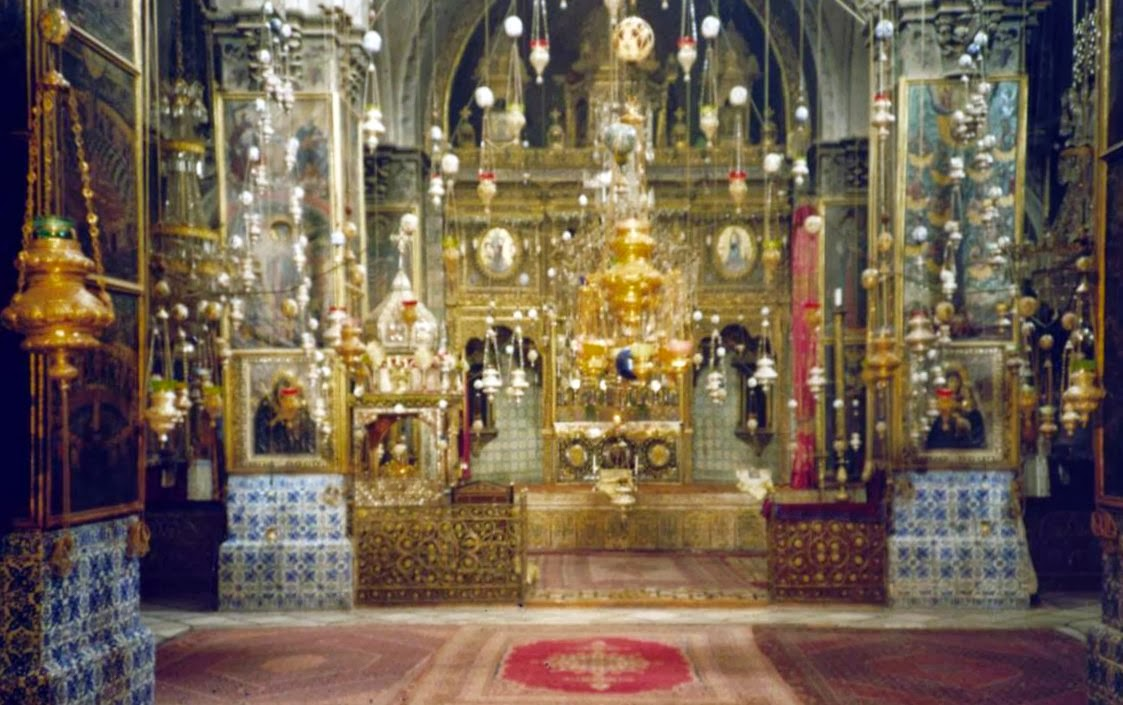
Алтарь в Соборе Святого Иакова (1996)
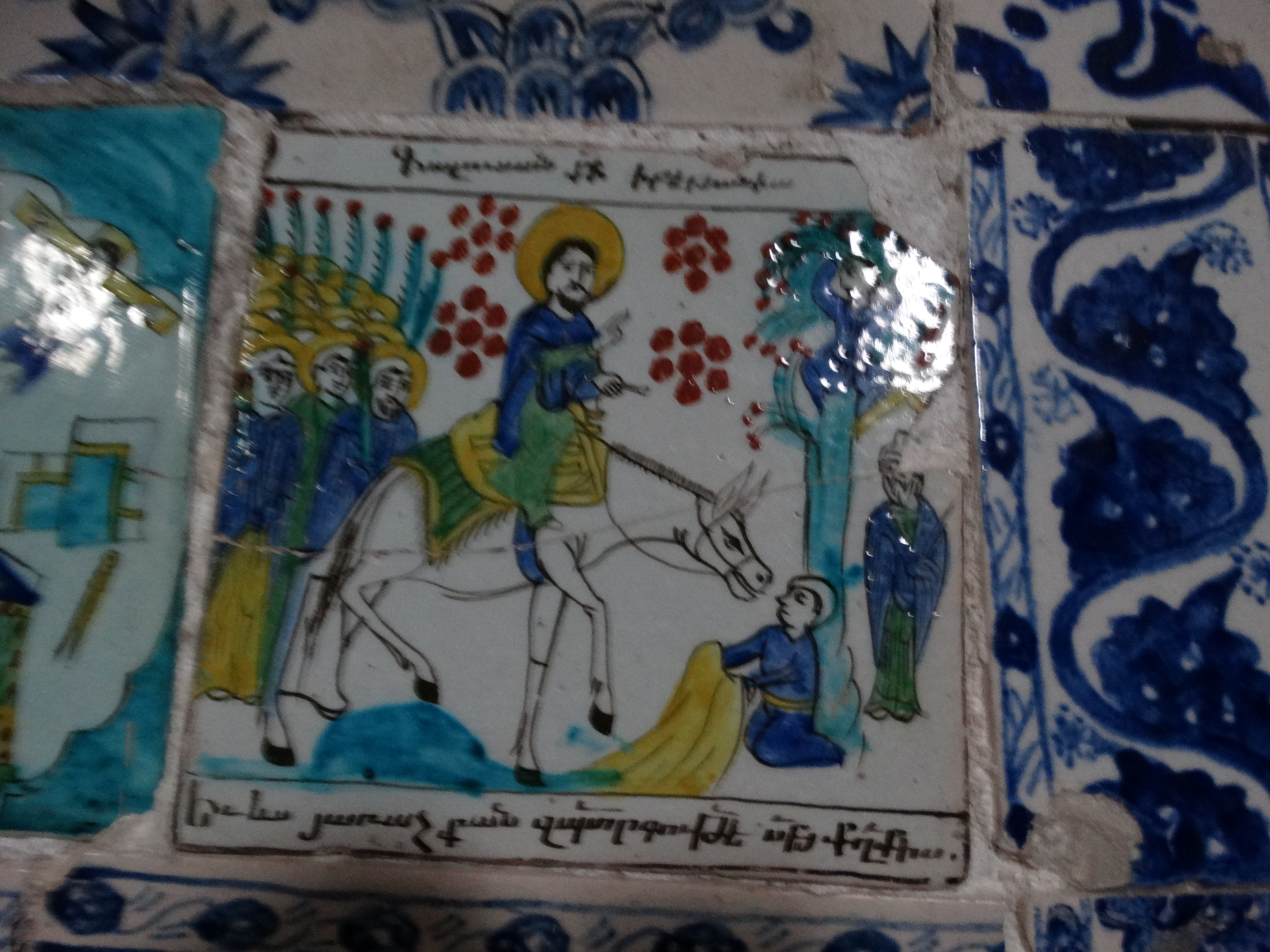
Древняя керамика в соборе
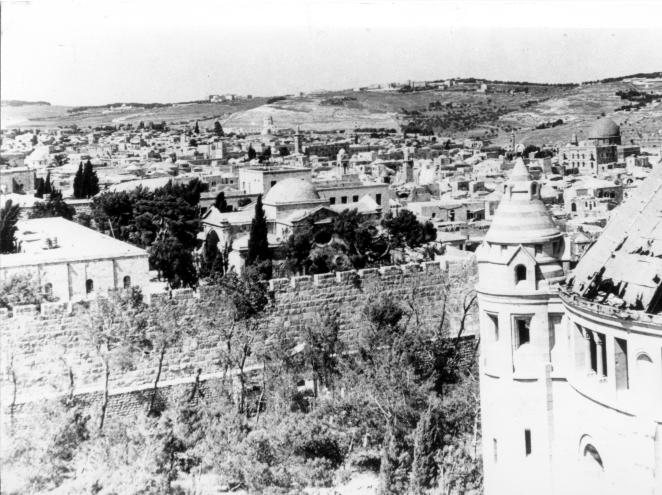
Собор Святого Иакова 1948 год

Армянская резьба по камню
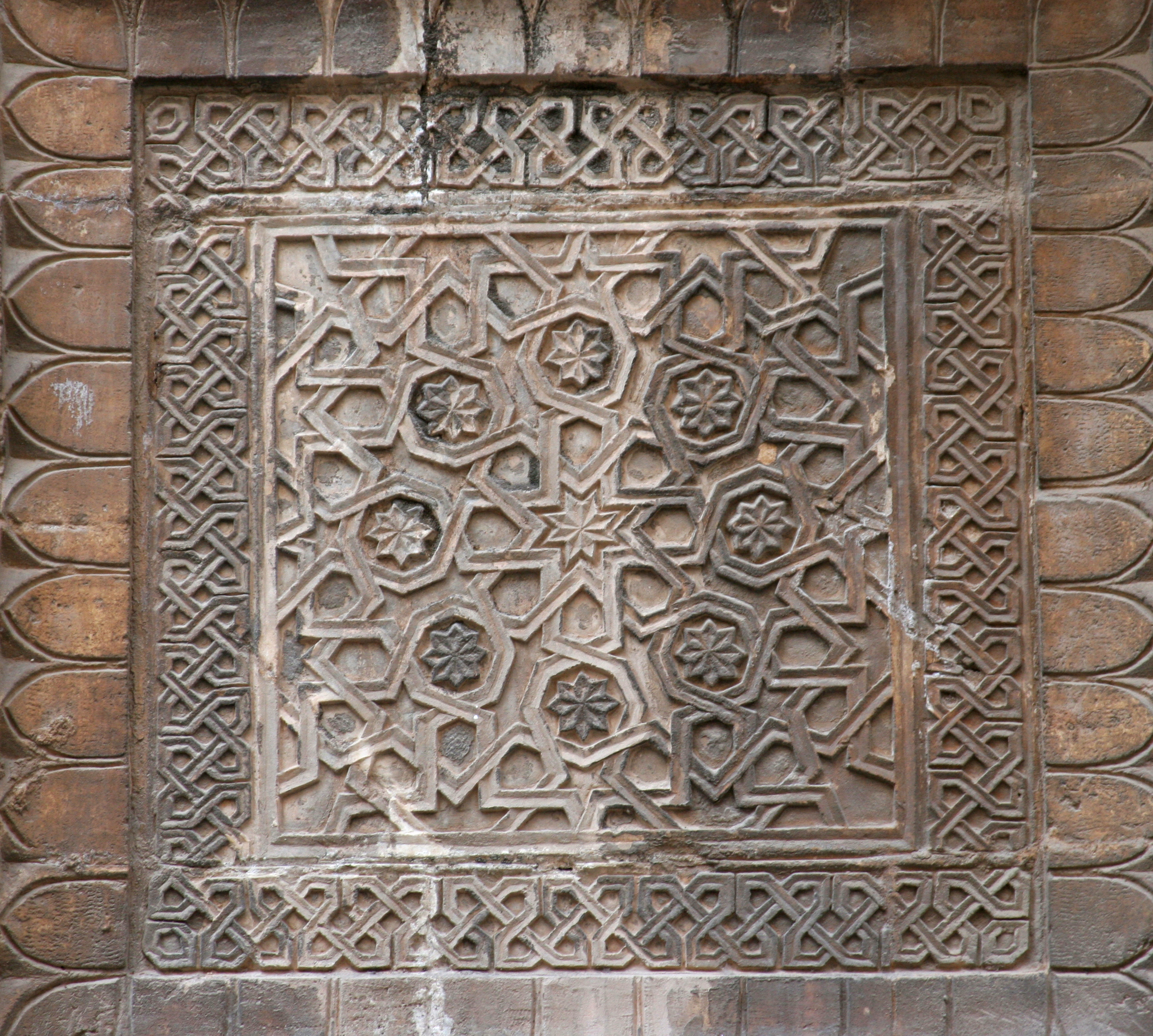
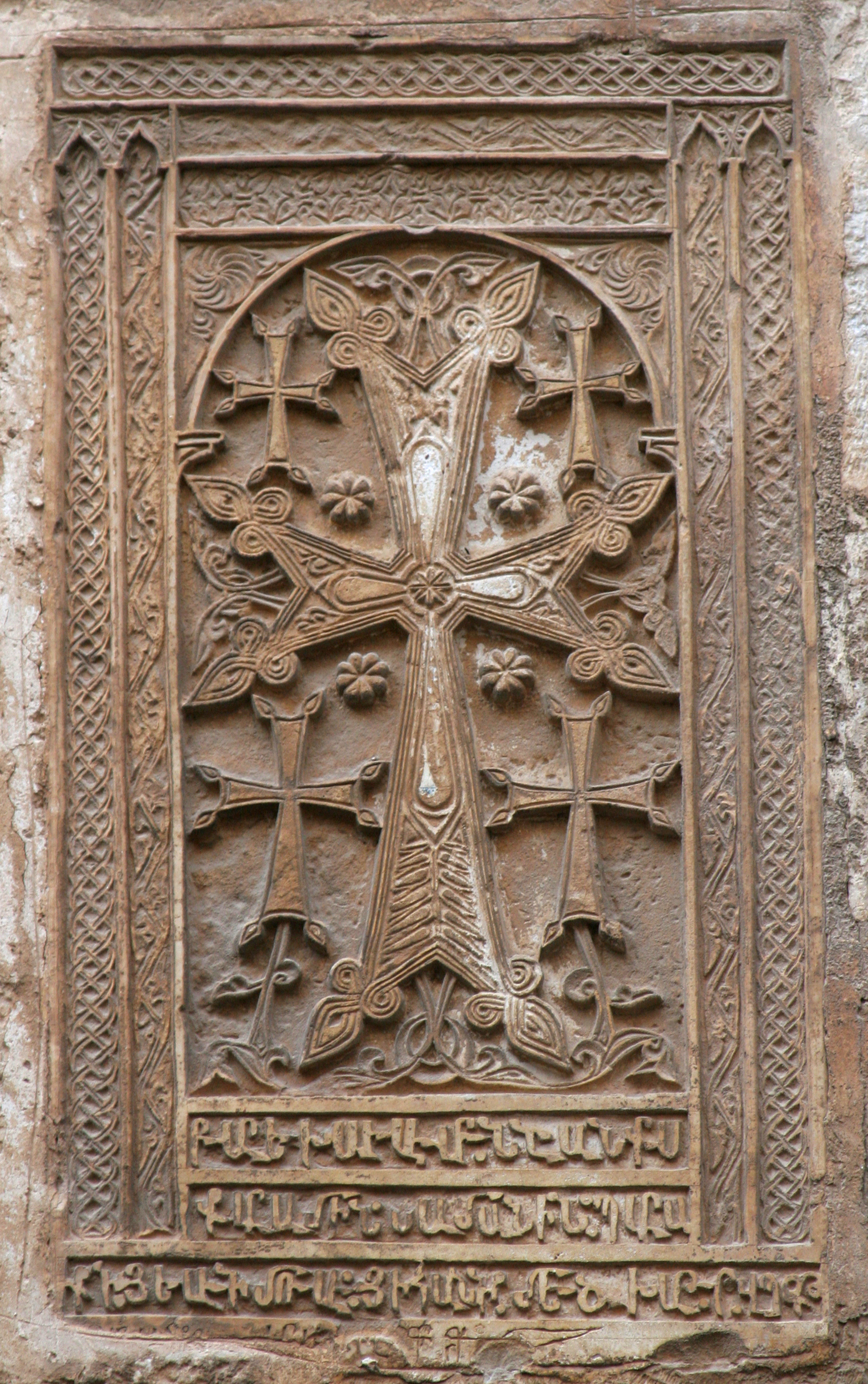
Хачкар
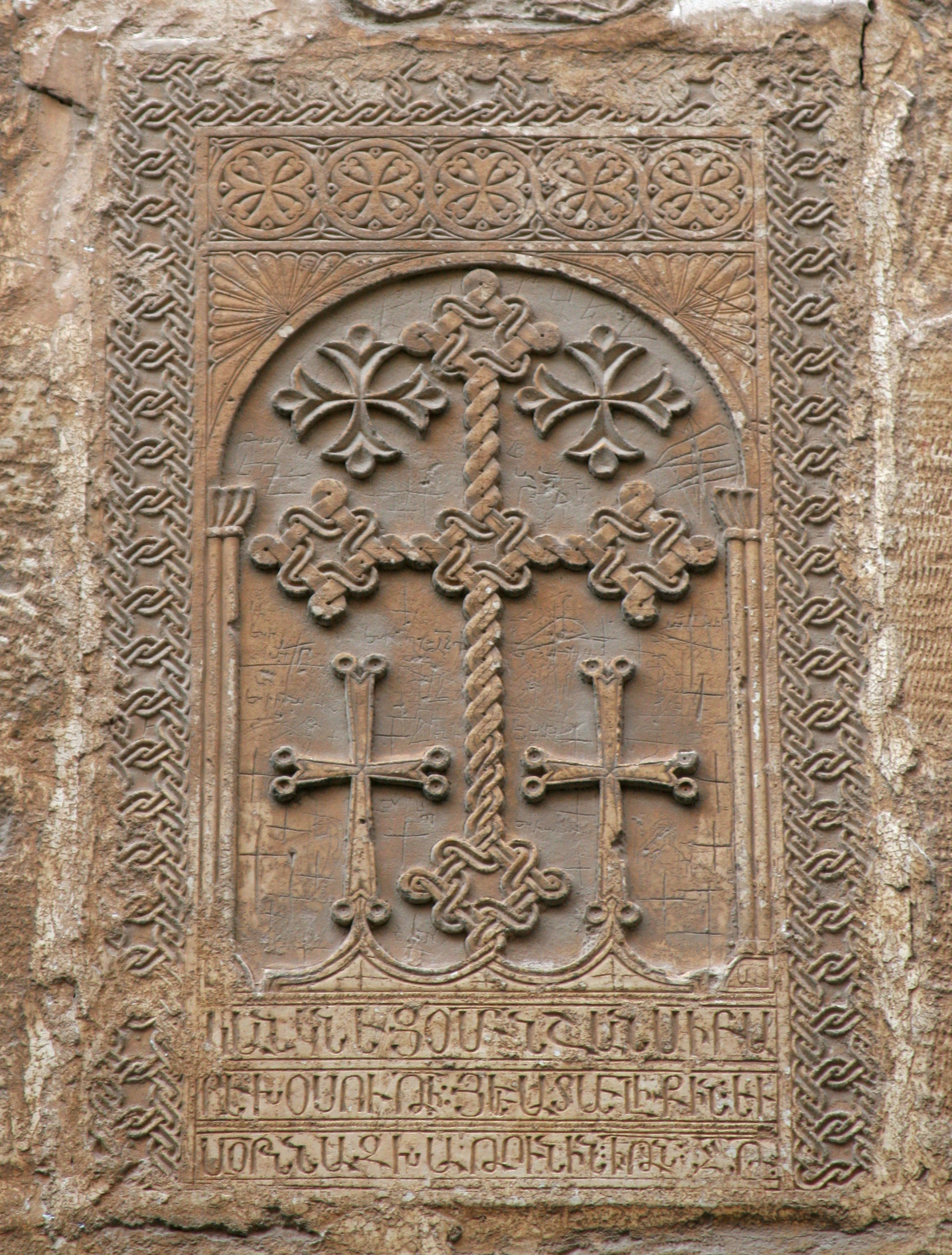
Другой Хачкар
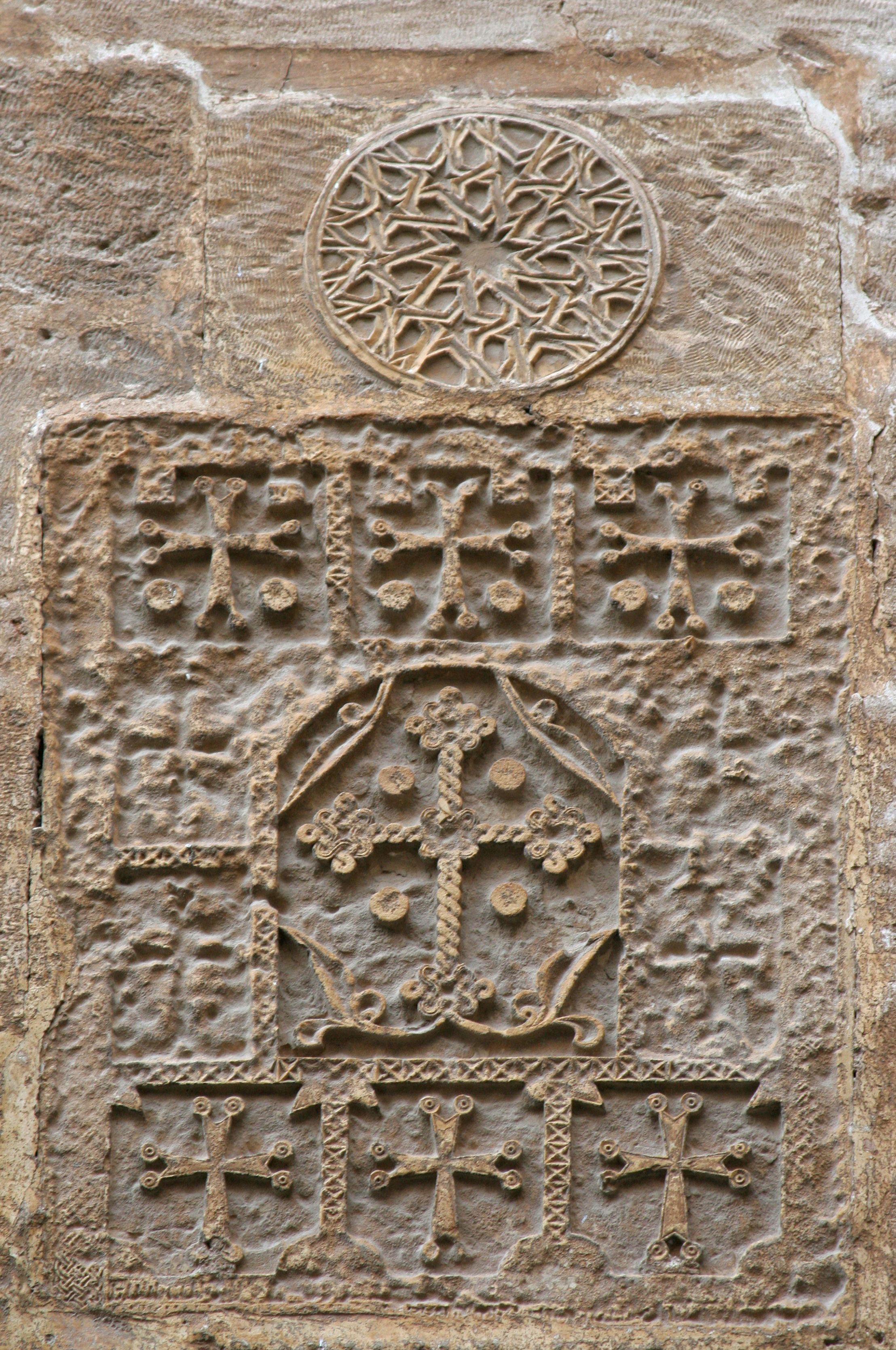
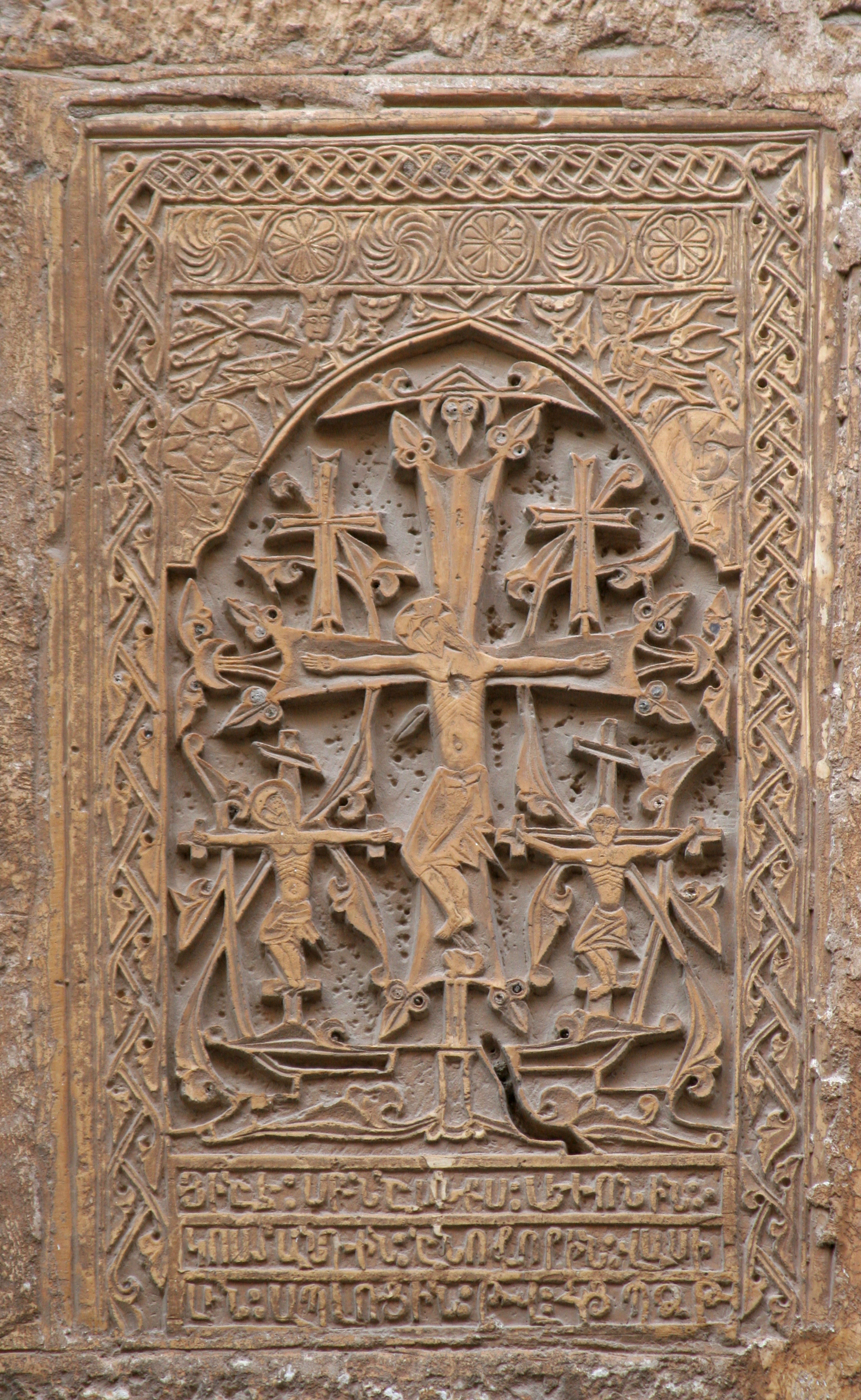
Хачкар в стиле - Аменапркитч

## Комментарии
1. ↑  Территория восточной части Иерусалима контролируется Израилем в результате аннексии, которая не признана большинством стран международного сообщества. Статус восточной части Иерусалима является одной из проблем израильско-палестинского конфликта. См. статьи Политический статус Иерусалима и Восточный Иерусалим.
 В перечень Объектов всемирного наследия ЮНЕСКО Старый город внесён без указания Израиля или палестинского государства, как государственного представителя, в отдельный раздел «Иерусалим», с пометкой об Иордании как стране, инициировавшей внесение объекта в перечень[1].